# Tynwalddagen
Tynwalddagen (engelska: Tynwald Day) är Isle of Mans nationaldag, oftast infallande den 5 juli.
På denna dag möts den lagstiftande församlingen, Tynwald, i St John's i stället för i Douglas. Sessionen hålls delvis i Royal Chapel of Saint John the Baptist och delvis utomhus vid Tynwaldkullen. Mötet, som finns belagt så tidigt som 1417, kallas Midsummer Court. Dit kommer medlemmar av de båda kamrarna: Nycklarnas hus och Isle of Mans lagstiftande råd. Oftast leds mötet av Isle of Mans löjtnantsguvernör, som representant för Lord of Mann (som sedan 1769 är monarken i Storbritannien) om inte denne eller annan medlem av Storbritanniens kungliga familj är närvarande.